# Joseph Alfred Micheler

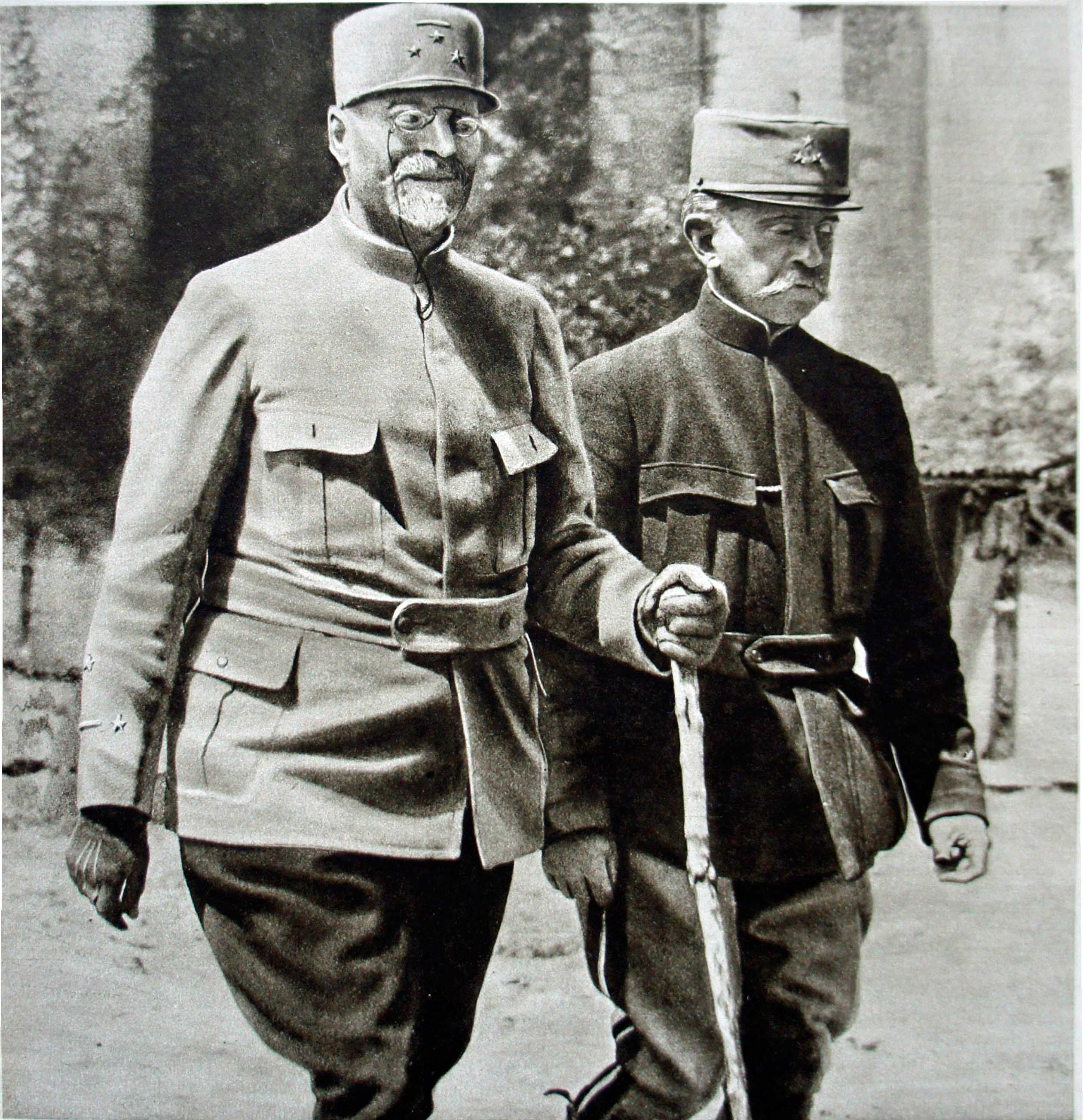
Joseph Alfred Micheler tillsammans med Jean-Baptiste Marchand i oktober 1915.

Joseph Alfred Micheler, född den 23 september 1861 i Pfalzburg, död den 15 mars 1931, var en fransk militär.
Micheler blev officer vid infanteriet 1882, överste och regementschef 1912, brigadgeneral 1914 och divisionsgeneral 1916. Under första världskriget var han stabschef vid 6:e armékåren 1914 och vid l:a armén 1915. I mars 1916 blev han chef för 38:e armékåren och i april samma år chef för 10:e armén (på Sommefronten). I januari 1917 fick han befälet över den av 5:e, 6:e och 10:e arméerna bestående armégrupp, som utförde offensiven vid Aisne. Efter dennas upplösning i maj samma år blev han chef för 1:a och kort därefter för 5:e armén. Sistnämnda befäl lämnade han dock i maj 1918 och avgick ur aktiv tjänst 1919.